# جزيرة كوبريانوف
جزيرة كوبريانوف (بالإنجليزية: Kupreanof Island)‏ هي جزيرة في أرخبيل ألكسندر في جنوب شرق ولاية ألاسكا في الولايات المتحدة الأمريكية.
طولها 84 كم وعرضها 32 كم ومساحتها 2802 كم مربع. وهي ثالث عشرأكبر جزيرة في الولايات المتحدة الأمريكية ورقم 170 في العالم. توجد بها شبه جزيرة ليندنبرغ في جنوبها الشرفي ويفصلها عنها قناة دونكان.
بلغ تعداد السكان 785 نسمة في عام 2000. سميت باسم إيفان أنتونوفيتش كوبريانوف حاكم مستعمرات أمريكا الروسية من عام 1839 إلى 1840.
وهي مدرجة ضمن غابة تونغاس الوطنية.